# George Washington
George Washington ([ˈwɔʃʃinton]; di rado italianizzato in Giorgio Washington; Bridges Creek, 22 febbraio 1732 – Mount Vernon, 14 dicembre 1799) è stato un politico e generale statunitense.
Fu comandante in capo dell'Esercito continentale durante tutta la guerra d'indipendenza americana (1775-1783) e divenne in seguito il primo presidente degli Stati Uniti d'America (1789-1797). È considerato uno dei grandi padri fondatori della nazione, e il suo volto è ritratto sul Monte Rushmore insieme a quello di Abraham Lincoln, Thomas Jefferson e Theodore Roosevelt. Ricoprì anche la carica di presidente della Convenzione per la Costituzione nel 1787.

## Biografia

### Gioventù

Carta topografica realizzata da George Washington

George Washington nacque a Bridges Creek (Virginia) il 22 febbraio 1732 in una famiglia benestante. Il padre, Augustine Washington, i cui antenati erano originari della città inglese di Sulgrave (un suo avo emigrò in Virginia nel 1657), aveva sposato in seconde nozze Mary Ball Washington, ed era un proprietario terriero; morì prematuramente quando George aveva solo 11 anni. Furono quindi la madre Mary Ball e il fratello Lawrence a provvedere all'educazione del giovane George Washington dopo la morte del padre, il quale fino ad allora si era preso l'onere di questo compito.
Fino all'età di 15 anni Washington frequentò la scuola presso Williamsburg, dove ricevette una educazione di base. Ciò nonostante si dimostrò subito molto portato per le materie scientifiche, fatto che lo spinse probabilmente ad intraprendere gli studi di geometra-agrimensore. Dal 1749 in poi lavorò per un certo periodo come agrimensore nei pressi di Shenandoah, in Pennsylvania. Del suo lavoro come perito ci sono state tramandate alcune carte topografiche da lui compilate nel corso dei suoi lavori. Durante questo periodo Washington accumulò esperienze importanti per quanto riguarda l'organizzazione e l'interazione tra le persone, ma fece anche la conoscenza di persone influenti.

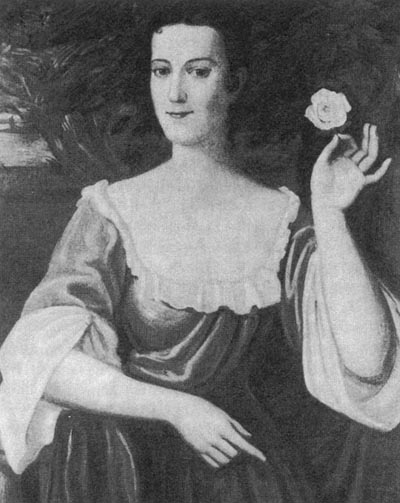
Sally Fairfax

Tra queste va ricordata in particolare la moglie del ricco proprietario terriero William Fairfax, Sarah Cary, nota anche con il nome di Sally Fairfax, che non solo ebbe molta influenza su molte decisioni di Washington e sulla sua istruzione, ma che fu probabilmente la sua intima amica per tutta la vita. Washington infatti non aveva goduto di una educazione particolarmente raffinata, fatto che gli procurò non pochi problemi negli ambienti dell'aristocrazia di quel tempo. Consapevole di questa pecca, la famiglia Fairfax, che vedeva il giovane George come un membro della famiglia, investì molto nell'educazione di Washington, spronandolo a cimentarsi con i testi dei filosofi latini e curando soprattutto la sua preparazione nelle materie umanistiche.
Sempre durante questo periodo, nacque in lui l'ambizione di divenire un grande proprietario terriero, motivo per il quale nel 1752 acquistò la sua prima proprietà. Nel corso dello stesso anno suo fratello, Lawrence Washington, che aveva sposato Annie Fairfax, cognata di Sally Fairfax, facendo diventare George, a buon titolo, un membro della famiglia Fairfax, si ammalò di tubercolosi e morì nel giro di poche settimane. George Washington ereditò così la proprietà di famiglia a Mount Vernon, che si estendeva su ben 2126 acri, e, sempre nello stesso anno, si arruolò nella milizia della Virginia che difendeva le colonie dagli attacchi degli indiani e dei francesi (guerra franco-indiana).
Poiché veniva da una famiglia abbastanza agiata, ottenne il grado di maggiore. Dopo la morte del fratello Lawrence, George instaurò un'amicizia molto stretta con Sally Fairfax, con la quale ebbe un frequente scambio di lettere negli anni a venire. Tuttavia i contenuti di queste lettere sono a tutt'oggi in larga parte ignoti, dal momento che Washington, dopo aver letto le lettere, per paura di cadere vittima di pettegolezzi, le bruciava. Questa corrispondenza durò per 25 anni dopo il loro ultimo incontro, avvenuto nel 1773, prima che Sally Fairfax lasciasse l'America per trasferirsi in Inghilterra.

### Carriera militare
Con l'arrivo dalla madrepatria del generale Edward Braddock, il giovane George Washington fu nominato aiutante di campo. Questa esperienza fu probabilmente fondamentale per Washington, che iniziò qui a sentirsi come un "americano" e non un britannico, cittadino di una madrepatria lontana che non aveva mai neanche visto.
In uno scontro armato il generale Braddock fu ferito e l'assemblea della Virginia affidò a Washington la difesa della frontiera. Ottenne il grado di colonnello e a soli 23 anni aveva dunque già una notevole esperienza militare. A cavallo tra il 1753 ed il 1754 fu successivamente incaricato dal vicegovernatore della Virginia Robert Dinwiddie a partecipare alla Ohio Company, una spedizione di miliziani che aveva come missione quella di contrastare l'espansione dei domini francesi nell'area dei Grandi Laghi. Dopo che questa iniziativa fallì clamorosamente, Dinwiddie lo mise al comando di una piccola unità di miliziani, con il compito di controllare le attività dei francesi lungo la frontiera della Virginia. Durante quel periodo Washington fece erigere una serie di forti lungo la linea di confine. Nel maggio del 1754 l'unità di miliziani di Washington fu coinvolta nei pressi di Jumonville in uno scontro a fuoco con dei soldati francesi e in quella occasione un ufficiale francese fu ucciso. Nonostante la vittoria iniziale, il forte nel quale si trovava Washington fu assediato dai francesi e i miliziani furono costretti ad arrendersi e ad evacuare il forte, che passò dunque in mano francese. Tale evento fu quindi anche la causa della guerra tra la Francia e le colonie inglesi in America, nota non solo come "guerra dei sette anni:, ma anche con il nome di guerra franco-indiana, che durò dal 1756 fino al 1763. Washington venne soprannominato Conotocaurius ("Distruttore di città") dal capo tribù dei Seneca.
Dopo questa esperienza Washington partecipò anche alla battaglia del Monongahela, dove, nonostante la sconfitta subita, dimostrò sangue freddo e notevoli capacità di coordinamento, senza mostrare segni di nervosismo anche dopo che tre cavalli, sui quali era salito in sella, erano stati uccisi nel corso della battaglia. Nel 1758 ebbe infine un ruolo centrale nella cattura del forte francese di Duquesne, nei pressi dell'odierna Pittsburgh, e nel 1759 fu congedato su sua richiesta dal servizio nella milizia.

#### Il periodo tra le due guerre

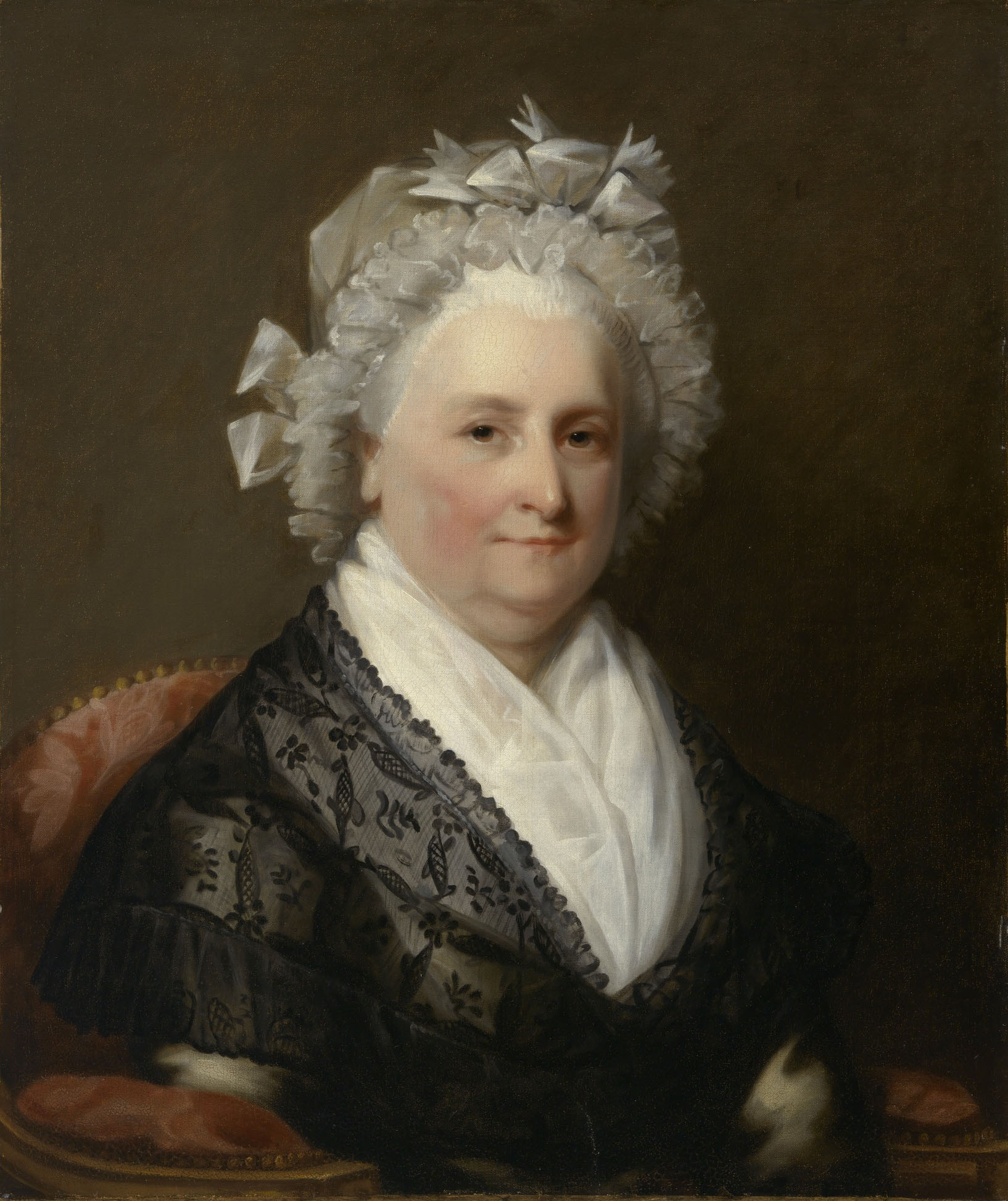
Martha Dandridge Custis

Finita la guerra con la Francia, il giovane George tornò a Mount Vernon, dove si dedicò nuovamente ai suoi interessi. Durante questo periodo si fidanzò ben due volte prima di conoscere la futura moglie Martha Dandridge Custis, vedova di un uomo facoltoso morto qualche anno addietro. Benché Martha non fosse una donna attraente, doveva certamente esserlo il suo patrimonio, in seguito stimato in un valore di 100.000 sterline (all'epoca il dollaro non esisteva ancora), che deve quindi aver avuto un ruolo almeno pari alle pressioni che Sally Fairfax esercitò affinché il matrimonio avesse luogo. Fu infine proprio Sally a commissionare i restauri alla tenuta di Mount Vernon dove la coppia si sarebbe poi trasferita. Da alcune lettere inviate da Washington a Sally Fairfax sappiamo che più volte era stato sul punto di rompere il fidanzamento, ma che probabilmente Sally lo aveva dissuaso dal farlo.
Dopo le nozze, il 6 gennaio 1759, la coppia si trasferì presso la tenuta di Mount Vernon, che nel frattempo era stata ristrutturata. La coppia non ebbe figli, ma Washington adottò John e Martha, i figli che Martha aveva avuto dal precedente matrimonio e che Washington chiamava amorevolmente Jackie e Patsy. Nonostante lo stretto legame sentimentale che aveva con Sally, il matrimonio con Martha Dandridge Custis fu un matrimonio riuscito e la coppia trascorse in modo felice questi anni. In seguito al matrimonio Washington era divenuto uno degli uomini più ricchi della Virginia. Dal 1762 ricoprì il posto di deputato e di giudice di pace a Fredericksburg. Nel 1773 Washington incontrò per l'ultima volta Sally Fairfax, che lasciò lo stesso anno l'America per trasferirsi con suo marito in Inghilterra.

### La carriera politica
In Virginia conobbe fra gli altri Thomas Jefferson e udì i dibattiti sulle divergenze fra Gran Bretagna e colonie d'oltremare. Nel 1774, dopo i drammatici fatti del porto di Boston, il 1º agosto Washington partecipò alla Prima Convenzione della Virginia, dove fu selezionato come delegato al Primo Congresso continentale, dal 5 settembre al 26 ottobre 1774.

#### La guerra di indipendenza
L'anno seguente, il 15 giugno 1775, su richiesta dello stesso presidente del congresso continentale John Hancock, fu nominato comandante supremo delle forze indipendentiste, l'esercito continentale, formato dalle varie milizie delle colonie.
Nonostante avesse una certa esperienza con la milizia della Virginia, il futuro presidente disponeva di un esercito mal preparato, poco professionale e decisamente inferiore all'esercito inglese, fatto che indusse inizialmente i generali inglesi a sottovalutare le potenzialità degli avversari. Ciò nonostante, Washington non fu mai un grande stratega, fu semmai un grande organizzatore, capace di impiegare bene le risorse a sua disposizione riorganizzando la milizia in modo efficiente.
Consapevole di trovarsi di fronte ad un nemico meglio equipaggiato e addestrato, Washington evitò gli scontri in campo aperto, nei quali avrebbe probabilmente avuto la peggio, ma logorò gli inglesi con attacchi a sorpresa. Per ben sette anni riuscì a tenere unito l'esercito indipendentista e durante questo periodo si diede molto da fare per migliorare l'equipaggiamento del suo esercito, chiedendo ripetutamente nuovi fondi al congresso continentale.

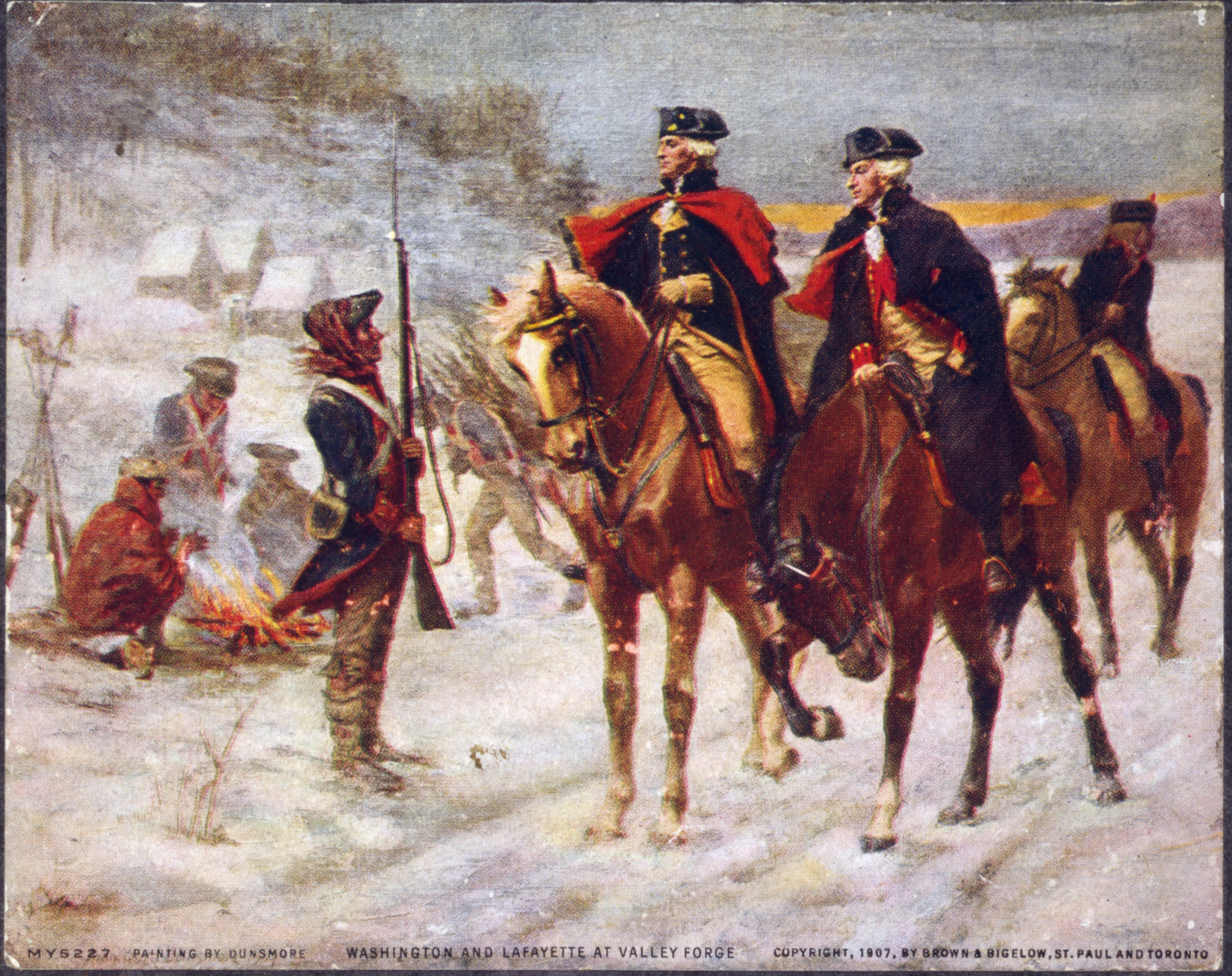
John Ward Dunsmore, George Washington e il marchese La Fayette

Dopo aver assunto il comando dell'esercito continentale nel luglio del 1775, dovette affrontare il problema di una cronica carenza di polvere da sparo, che rischiò di mettere in serie difficoltà il suo esercito. Dopo aver richiesto lo stanziamento di nuovi fondi al congresso, furono effettuati alcuni attacchi ad arsenali inglesi, alcuni dei quali situati anche nei Caraibi. In seguito, a partire dal 1776, gran parte della polvere da sparo utilizzata dai coloni americani contro gli inglesi provenne dalla Francia.
Per quanto riguarda la scelta del suo staff e delle persone che lo assistevano, George Washington era particolarmente pignolo. Da quanto riferito, pretendeva dalle persone che lo circondavano grande autocontrollo e grande disciplina, anche se in caso di necessità non esitava a ricorrere all'aiuto di persone quali il generale prussiano Friedrich Wilhelm von Steuben, Richard Gridley, Horatio Gates o Artemas Ward, che dal suo punto di vista per un motivo o per l'altro non vantavano queste qualità.
Dopo aver resistito con successo ai britannici ed aver riportato una sconfitta di stretta misura in seguito alla battaglia di Bunker Hill (Boston) e aver subìto poi un vero rovescio nella battaglia di Long Island nel 1776, fu costretto a fare arretrare le truppe nei pressi di Valley Forge, al di fuori della portata delle truppe inglesi. Il 26 dicembre 1776 attraversò quindi, alla testa dei suoi uomini, il fiume Delaware, sconfiggendo le truppe inglesi a Trenton in New Jersey, mentre l'anno seguente il generale Horatio Gates e il comandante della milizia Benedict Arnold sconfissero gli inglesi nella battaglia di Saratoga, dando l'opportunità ai coloni di guadagnarsi il riconoscimento politico della Francia, che garantì in seguito un sostegno importante alle forze della milizia.
Nel 1781 Washington riuscì infine, con l'aiuto delle truppe francesi condotte dal marchese de La Fayette e con le truppe statunitensi guidate dal suo “braccio destro” e aiutante di campo Alexander Hamilton, a sconfiggere le truppe del generale inglese Charles Cornwallis nella battaglia di Yorktown, ponendo di fatto fine alle ambizioni inglesi di dominio delle 13 colonie. Con il trattato di Parigi del 1783 la corona inglese riconobbe l'indipendenza delle colonie, ponendo così fine alla cosiddetta guerra di indipendenza americana.

#### La Convenzione di Filadelfia
Dal maggio del 1787 fino al settembre dello stesso anno si riunì il congresso continentale a Filadelfia e tra i 54 deputati che vi parteciparono c'era anche George Washington, che ben presto ricoprì la carica di presidente del congresso. Nonostante Washington, per consuetudine data la veste di presidente del congresso, non prendesse posizione nei dibattiti, fu uno dei maggiori fautori di un potere esecutivo forte e di un sistema politico basato su due schieramenti.

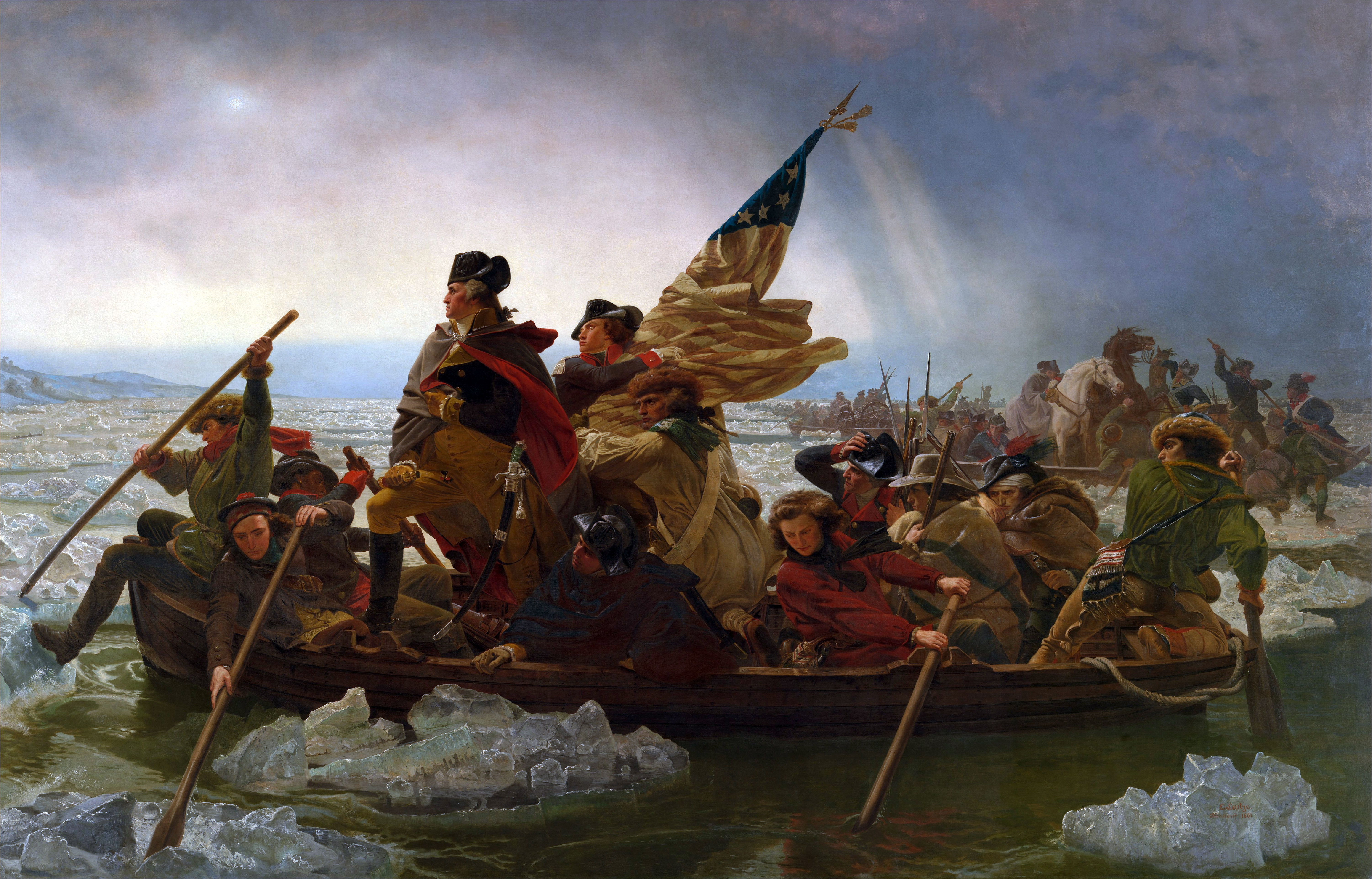
Emanuel Leutze, L'attraversamento del fiume Delaware nel 1776

Ben presto fu poi anche avanzata da parte di alcuni deputati della Virginia la richiesta di una nuova costituzione. Le proposte avanzate si spinsero immediatamente nella direzione di una confederazione di tipo federale. Il successivo problema da affrontare era quindi quello di come ripartire i voti dei singoli Stati. Gli Stati che avevano un numero elevato di abitanti erano a favore di un sistema nel quale il voto dei deputati si basasse sul numero degli abitanti dello Stato che rappresentavano, mentre gli Stati più piccoli erano propensi a introdurre un sistema di voto nel quale il voto di ogni singolo deputato avesse lo stesso peso. Alla fine, per accontentare entrambe le fazioni, si trovò una soluzione che soddisfacesse ambedue le richieste. Da un lato si decise di dare lo stesso valore al voto di tutti i deputati, imponendo che il numero di deputati dipendesse dal numero degli abitanti dello Stato che essi rappresentavano, mentre il numero di senatori era fissato per tutti gli Stati a due senatori per ogni Stato. Questo compromesso si rese necessario dopo che il voto dello Stato di New York a favore della proposta avanzata dagli Stati più piccoli aveva portato a una situazione di quasi parità tra gli schieramenti. Un nodo importante che all'epoca non fu perfettamente chiarito riguardava gli schiavi, che da un lato venivano conteggiati come singoli cittadini, ma che dall'altro non godevano di alcun diritto. Specialmente gli Stati del Sud, che impiegavano molti schiavi nelle piantagioni, vollero che ogni singolo schiavo contasse come un singolo cittadino, mentre gli Stati del Nord erano contrari a conteggiarli come cittadini, dal momento che erano privi di diritti. Alla fine, per scongiurare il pericolo di una secessione, ci si accordò che cinque schiavi contassero come tre cittadini.
La richiesta di Washington di un potere esecutivo forte fu infine accolta dal congresso concentrando gli sforzi nella creazione di un sistema presidenziale nel quale il presidente stesso godeva di poteri di voto e di poteri più forti rispetto a quelli dei singoli governatori. Il presidente aveva quindi il comando su tutte le forze armate e aveva il potere di nominare i giudici della Corte Suprema. Inoltre nella proposta iniziale era previsto che, analogamente a quanto avveniva in una monarchia, il presidente ricoprisse la sua carica a vita.

### La presidenza
| Gabinetto                        | Gabinetto |
| -------------------------------- | --------- |
| Presidente degli Stati Uniti     |           |
| George Washington                | 1789–1797 |
| Vicepresidente degli Stati Uniti |           |
| John Adams                       | 1789–1797 |
| Segretario di Stato              |           |
| Thomas Jefferson                 | 1789–1793 |
| Edmund Randolph                  | 1794–1795 |
| Timothy Pickering                | 1795–1797 |
| Segretario al Tesoro             |           |
| Alexander Hamilton               | 1789–1795 |
| Oliver Wolcott Jr.               | 1795–1797 |
| Segretario della Guerra          |           |
| Henry Knox                       | 1789–1794 |
| Timothy Pickering                | 1795–1796 |
| James McHenry                    | 1796–1797 |
| Procuratore generale             |           |
| Edmund Randolph                  | 1789–1793 |
| William Bradford                 | 1794–1795 |
| Charles Lee                      | 1795–1797 |
| Ministro delle poste             |           |
| Timothy Pickering                | 1791–1795 |
| Joseph Habersham                 | 1795–1797 |

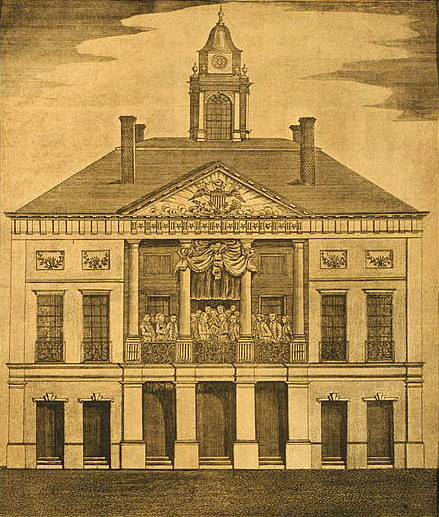
Immagine della Federal Hall

Dopo la ratifica della costituzione americana da parte di tutti i tredici stati federali, il collegio elettorale degli Stati Uniti d'America avviò la procedura per la prima elezione del presidente. Il 4 febbraio 1789 George Washington divenne così il primo presidente degli Stati Uniti d'America e fu l'unico nella storia degli Stati Uniti ad essere eletto senza un unico voto contrario. Dopo essere stato confermato dal Senato come nuovo presidente, Washington si recò a New York, presso la Federal Hall, dove gli vennero conferiti ufficialmente i poteri di presidente degli Stati Uniti ed il 30 aprile 1789, otto giorni dopo la conferma del Senato, prestò il giuramento sul balcone della Federal Hall.
In seguito il 1º Congresso degli Stati Uniti d'America stabilì per il presidente uno stipendio annuo di 25.000 dollari (una somma ingente per l'epoca). Washington, già benestante, rinunciò al compenso. Tuttavia, dopo insistenze del Congresso, alla fine lo accettò, in quanto non si voleva dare l'impressione che solo persone di censo elevato potessero accedere alla presidenza.
Non essendovi precedenti, Washington dovette stabilire tutti i cerimoniali relativi al suo servizio che poi sarebbero stati adottati dai suoi successori. Una delle sue preoccupazioni era quella di non adottare procedure che ricordassero le corti reali europee, ma che meglio si adattassero ad una democrazia. Ad esempio, decise di utilizzare per sé stesso il titolo di "Mr. President" (Signor Presidente) rispetto ad altre alternative più pompose.
Fu subito chiaro sia a Washington che al suo staff che il suo mandato sarebbe stato con tutta probabilità uno dei mandati più importanti, se non il più importante, nella storia degli Stati Uniti. Le decisioni prese da Washington furono quindi assunte in modo particolarmente prudente e oculato, sapendo che il suo operato sarebbe servito da esempio ai futuri presidenti.
Per quanto riguarda invece la sua famiglia, la nomina a presidente fu una delusione soprattutto per sua moglie Martha, che era convinta di tornare a fare la vita che faceva prima della guerra di indipendenza. Ciò nonostante, ella svolse in modo più che egregio il suo compito di First Lady, intrattenendo gli ospiti e organizzando le formalità nei ricevimenti quando suo marito era troppo preso dalle faccende politiche.
Il 25 febbraio 1789 si riunì per la prima volta il neoeletto gabinetto per discutere le politiche da mettere in atto per quanto riguardava la politica interna e la politica estera.

#### Politica estera
Per quanto riguarda la politica degli esteri, Washington tentò per quanto possibile di mantenere una posizione neutrale e cercò di ricevere da quanti più Stati possibili il riconoscimento della neofondata nazione. L'atteggiamento passivo di Washington e il mancato appoggio alla Francia nelle guerre rivoluzionarie francesi che opponevano quest'ultima alla Gran Bretagna furono discusse spesso in congresso da entrambe le parti schieratesi di Thomas Jefferson e Alexander Hamilton sotto la sua supervisione e appoggio verso quest’ultimo. Queste decisioni di neutralità furono alla base di pesanti critiche sia da parte della popolazione americana che dall'ambasciatore francese Edmond Charles Genêt. Genêt e il suo governo avevano infatti incitato gli Stati Uniti a insorgere nuovamente nei confronti degli inglesi, attaccando le navi mercantili che navigavano sotto costa.
Al contrario, Washington, con l'apporto di Alexander Hamilton, si mosse per una normalizzazione dei rapporti con la Gran Bretagna che sfociò nel trattato di Jay, o trattato di Londra, del 1794. Tale trattato, così chiamato dal nome del capo negoziatore John Jay, contribuì a risolvere le questioni rimaste aperte dopo la rivoluzione americana e portò allo sviluppo di floridi commerci con l'Inghilterra. La sua approvazione da parte del Congresso fu tuttavia molto sofferta, in quanto fortemente osteggiato da Thomas Jefferson e dai suoi sostenitori.

#### Politica interna
Pur non appartenendo a nessuno schieramento politico e favorendo un sistema che si basasse su due schieramenti, Washington sperò che questi non formassero partiti, temendo che questi potessero essere causa di inutili conflitti. Ciò nonostante si formarono tra i suoi più stretti collaboratori, già durante questo periodo, le prime divisioni. Da un lato il Segretario del Tesoro Alexander Hamilton premeva affinché fosse istituita una banca centrale e dall'altro il futuro fondatore del Partito Democratico-Repubblicano, Thomas Jefferson, si opponeva a tale iniziativa. Nonostante i sostenitori di Jefferson si opponessero con tutti i mezzi agli intenti di Hamilton, pare che Washington, pur non avendo mai preso ufficialmente posizione al riguardo, favorisse fortemente il futuro fondatore del Partito Federalista, Hamilton.
Washington nel 1789 nominò i primi dieci giudici della neocostituita Corte Suprema, incluso il primo presidente della stessa, il Chief Justice John Jay.
Il 20 febbraio 1792, firmando il Postal Service Act, fondò il Dipartimento dell'Ufficio Postale degli Stati Uniti e, sempre nel 1792, fu riconfermato nella carica di Presidente degli Stati Uniti con solo tre deputati astenuti e neanche un voto contrario.
| Stati ammessi all'Unione             |
| ------------------------------------ |
| Vermont – 4 maggio 1791 14º stato    |
| Kentucky – 1º giugno 1792 15º stato  |
| Tennessee – 1º giugno 1796 16º stato |

Nel 1793 si trovò infine a dover reprimere una rivolta nello stato della Pennsylvania causata dalla introduzione due anni addietro di una tassa sulle bottiglie di whisky, proposta dallo stesso Hamilton per risanare i debiti statunitensi della guerra di indipendenza. Per ripristinare l'ordine nello stato della Pennsylvania dovette inviare ben 13.000 soldati. Se pure alla fine non vi furono scontri violenti tra l'esercito e la popolazione, questo fatto dimostrò che Washington era in grado di ripristinare l'ordine anche con l'ausilio di metodi forti, quali appunto la soppressione di rivolte.
Durante il suo periodo di mandato ai tredici Stati federali originari se ne aggiunsero altri tre, ovvero il Vermont, il Kentucky e il Tennessee.

#### Termine della presidenza
Dopo che nel 1797 terminò anche il suo secondo mandato di presidente degli Stati Uniti, rifiutò il terzo mandato, sostenendo, come poi avrebbe fatto anche Jefferson, che era pericoloso accentrare il potere per troppo tempo nelle mani di un solo uomo, anche se tale consuetudine venne codificata solamente nel 1951 con l'approvazione del 22º emendamento alla Costituzione statunitense.

### Gli ultimi anni
Washington si ritirò quindi completamente dalla vita politica, lasciando ai suoi concittadini un messaggio di addio in cui li esortava a non lasciarsi coinvolgere nelle rivalità europee ed a mantenere l'America estranea ad ogni alleanza.

#### Comandante in capo
Nel luglio dell'anno seguente, però, quando i rapporti tra Francia e Stati Uniti si inasprirono, al fine di evitare una guerra tra i due paesi, il nuovo presidente John Adams lo nominò comandante in capo dell'Esercito degli Stati Uniti (1798-1799). Washington accettò l'incarico, e dopo la quasi-guerra, sorta di conflitto non dichiarato, i rapporti tra i due paesi si distesero ed il pericolo di una guerra totale fu scongiurato.

#### Vita privata
Washington dedicò gli anni più importanti della sua vita al servizio dei neonati Stati Uniti d'America; tuttavia la sua biografia lascia spazio a diversi aneddoti degni di suscitare interesse.

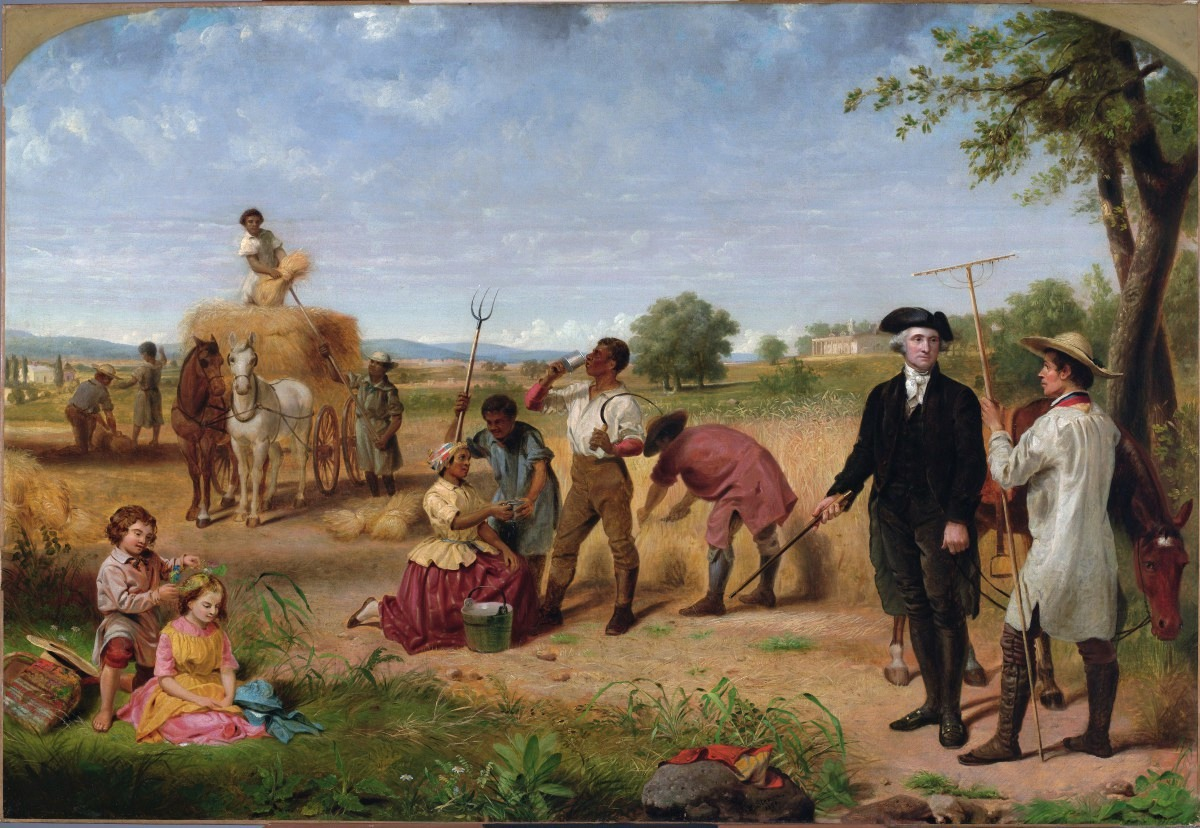
Junius Brutus Stearns, Washington a Mount Vernon

Primo tra tutti un episodio dimostrante l'onestà del giovane Washington, pubblicato da un pastore anglicano di nome Mason Weems in un libro per bambini: il giovane Washington avrebbe abbattuto all'età di otto anni un ciliegio del padre per provare l'ascia ricevuta in regalo il giorno prima; il padre, accortosi che il ciliegio era stato tagliato, avrebbe chiesto al figlio chi lo avesse fatto. Washington replicò semplicemente: "I can not tell a lie, it was me who chopped down the cherry tree" (letteralmente: "Non posso mentire, sono stato io ad abbattere il ciliegio").
Altrettanto famosa è la vastissima collezione di dentiere che il presidente si fece fare, in quanto già dal ventiquattresimo anno di vita cominciò a perdere in modo sistematico tutti i denti, fatto che probabilmente è imputabile alla dieta ricca di zuccheri dell'epoca. Sembra inoltre che all'epoca della sua nomina a presidente avesse ormai solamente un unico dente, mentre tutti gli altri gli erano stati asportati a causa delle diverse carie. A tutto ciò si aggiunse anche il fatto che Washington non era di costituzione robusta e che da bambino aveva sofferto sia di difterite che di tubercolosi.
Dopo che si fu ritirato dalla carica di presidente degli Stati Uniti, una delle attività che svolse per mantenersi, tra le altre, fu quella di produrre whisky nella sua tenuta di Mount Vernon. Nel 1799 la distilleria di George Washington produsse circa 11 000 galloni di whisky (circa 41 600 litri), contro una media di 650 galloni delle altre distillerie; ciò la rese la più grande distilleria di whisky in America a quei tempi. Il suo whisky era prodotto distillando segale (60%), mais (35%) e malto d'orzo (5%). Oggi una fedele riproduzione di tale distilleria produce ancora delle piccole partite di whisky.
Infine, per quanto riguarda il suo operato, egli stesso non lo definì mai come un privilegio, bensì come un dovere, al quale si sarebbe sottratto volentieri. Contrariamente a molti dei suoi successori, Washington non fu mai un uomo di popolo, ma tenne sempre le distanze dalle grandi folle.

#### La morte

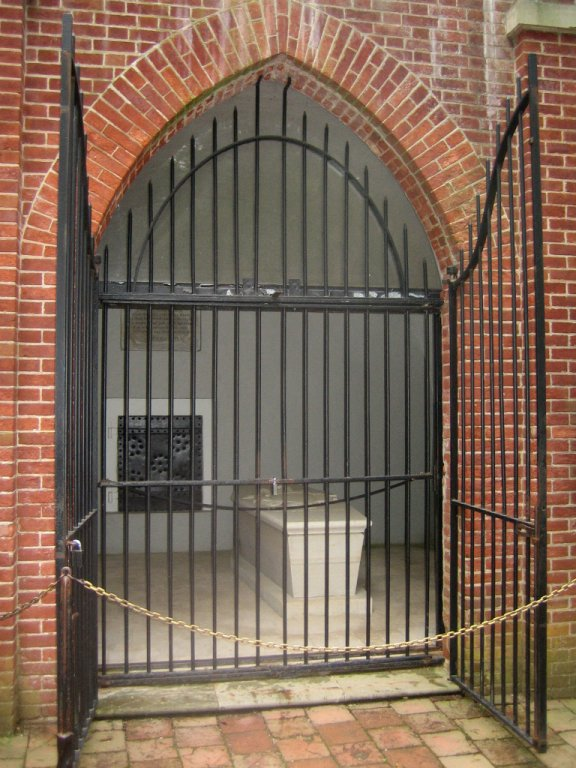
Le tombe di George Washington (a destra) e della moglie a Mount Vernon

Recatosi a Mount Vernon, George Washington morì nel dicembre 1799. Il 12 dicembre Washington fece una lunga ispezione alla sua fattoria, nonostante le pessime condizioni meteorologiche, rimanendo esposto per molte ore al freddo e ad una pioggia ghiacciata. Rientrato a casa in tarda serata, non si cambiò gli abiti fradici prima di cenare. La mattina dopo si svegliò con una forte influenza e con la febbre alta. Una laringite ed il peggioramento delle sue condizioni nei giorni successivi ne causarono la morte la sera del 14 dicembre; Washington morì in presenza del suo medico curante James Craik e del suo segretario personale Tobias Lear V.
Secondo alcuni medici contemporanei, furono però proprio le cure di Craik a causarne la morte. I salassi effettuati ed il cloruro mercuroso somministratogli avrebbero causato uno shock in seguito alla forte disidratazione. La morte sarebbe infine subentrata per asfissia.
In seguito alla morte, i membri delle forze armate statunitensi portarono per sei mesi una fascia nera al braccio e Napoleone ordinò un periodo di dieci giorni di lutto in tutta la Francia.
Da vivo aveva accumulato una certa fortuna, valutata attorno al milione di dollari. Nella sua tenuta aveva anche molti schiavi neri, ma non ne vendette mai uno, né ne acquistò altri. Dopo la morte, in suo onore gli statunitensi costruirono, non lontano da Mount Vernon, la nuova capitale della nazione, alla quale fu dato il suo nome.
Washington fu sepolto a Mount Vernon.

#### Dopo la morte

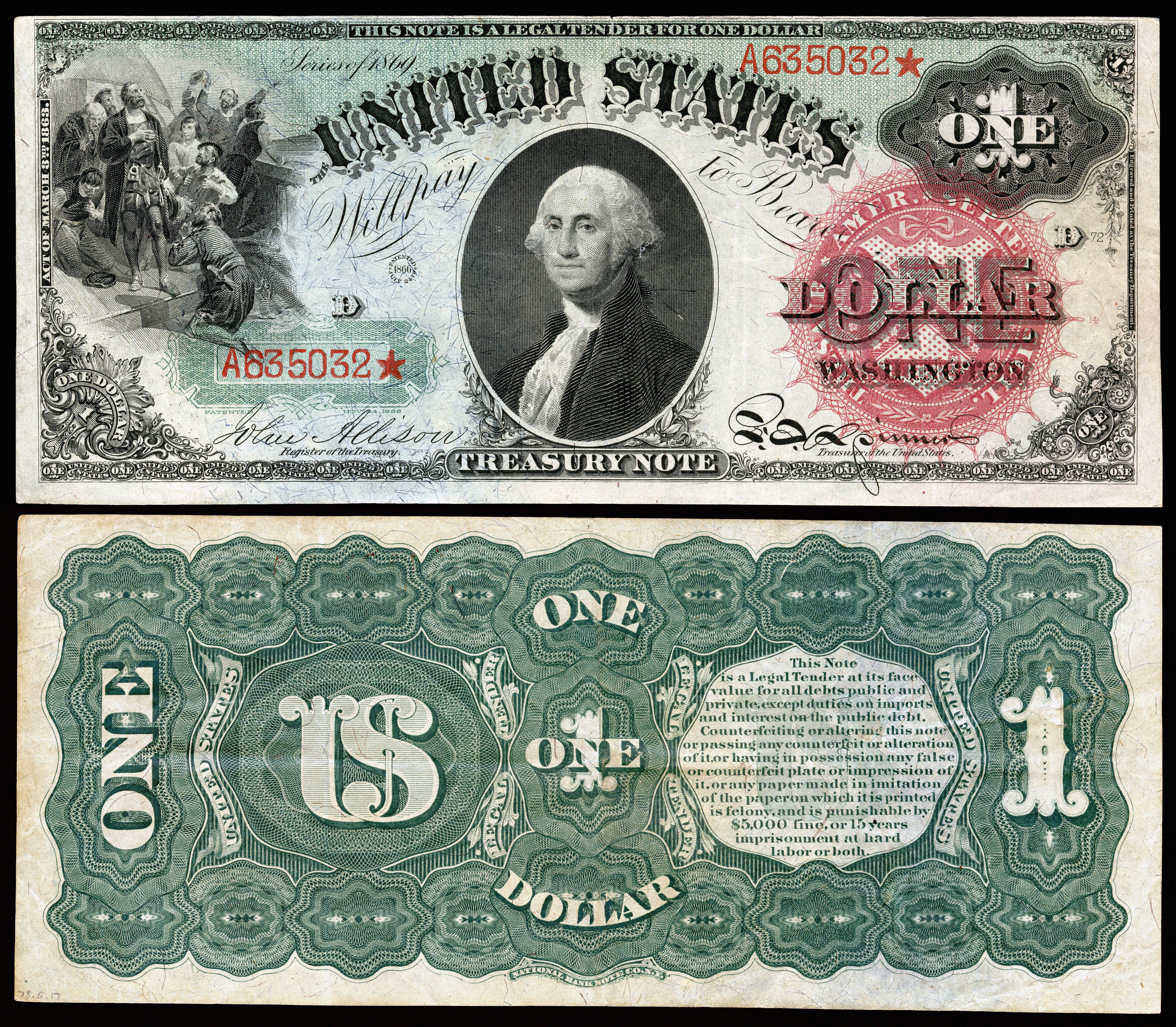
George Washington ritratto su una banconota da 1 dollaro del 1868

George Washington non ebbe mai la fortuna di vedere la nuova capitale della neo fondata nazione, città che avrebbe in seguito portato il suo nome. Ciò nonostante, lo stesso Washington influenzò inconsapevolmente in modo decisivo la scelta di dove erigere la nuova capitale. Fino al 1790 era stata New York la capitale degli Stati Uniti, per poi divenire nuovamente Filadelfia. Quando si tentò di prendere una decisione definitiva su quale città dovesse divenire la capitale, a causa dei forti interessi economici in gioco si creò un contenzioso di tali proporzioni tra i singoli stati che si giunse ad una paralisi decisionale. In tale situazione di completa stasi poteva quindi succedere che tra un trasferimento e l'altro di tutti gli uffici amministrativi, a causa dei continui cambiamenti e delle continue incertezze, alcuni uffici rimanessero nella città nella quale si trovavano, mentre gli altri venissero spostati a centinaia di chilometri di distanza, ostacolando lo svolgimento delle pratiche amministrative.
Per porre fine a questa situazione, il Congresso deliberò il Residence Act del 1790, con il quale venne decisa la costruzione di una nuova città al di fuori del territorio di uno degli stati federali. Si creò pertanto il Distretto di Columbia, situato a sud della linea Dixon, all'interno del quale venne poi costruita la città di Washington. L'incarico di progettare la nuova città fu quindi assegnato da Washington in persona all'architetto francese Pierre Charles L'Enfant, che avviò i lavori nel 1791 per terminarli grosso modo nove anni più tardi, nel 1800. Durante questo periodo fu usata come capitale provvisoria la città di Filadelfia, dove già in precedenza si era riunito il congresso per la convenzione omonima. La nuova città, intitolata a Washington stesso, divenne infine la capitale degli Stati Uniti nel 1801, due anni dopo la morte di Washington.
Durante la guerra del 1812, uno squadrone navale britannico "salutò" la tomba del primo presidente con 21 umilianti cannonate.
In seguito, molte organizzazioni, istituti, scuole, università e anche uno Stato avrebbero preso, in onore a Washington, il nome del padre fondatore di questa nazione, rendendo Washington uno dei simboli più importanti degli Stati Uniti e certamente il personaggio più noto della storia americana. Nel 1889 fu ammesso il quarantaduesimo Stato degli Stati Uniti, al quale fu dato il nome di Stato di Washington. In suo onore fu poi eretto nel 1848 dall'architetto Robert Mills a Washington il Washington Monument che, per un breve periodo, fu, con i suoi 169 metri di altezza, l'edificio più alto al mondo. In suo onore fu anche eretto il Washington Masonic National Memorial ad Alexandria nello stato della Virginia, che fu realizzato esclusivamente con donazioni da parte dei membri massoni della loggia di Alexandria.
Dal 1935 in poi tutti i biglietti da un dollaro portano il volto di Washington; sempre in suo onore la Marina statunitense ha battezzato con il suo nome sia la portaerei CVN-73 della classe Nimitz che il sommergibile nucleare SSBN-589.

## Ideali e convinzioni

### L'opinione e la gestione di Washington riguardo alla schiavitù
Come molti dei padri fondatori e come innumerevoli ricchi proprietari terrieri anche Washington possedeva molti schiavi. Washington acquisì i suoi primi schiavi all'età di undici anni e nel corso della sua vita arrivò a possedere fino a 316 schiavi, ai quali si aggiungevano 40 schiavi che aveva affittato ed ulteriori 153 schiavi di proprietà di sua moglie che, se pure non appartenevano a lui, erano di fatto sotto il suo controllo.
Gli schiavi di sua proprietà crebbero nel tempo, soprattutto attraverso l'eredità, l'acquisto e con i figli degli stessi schiavi. Nel 1759 ottenne il controllo degli schiavi Dower appartenenti alla tenuta Custis, avendo contratto matrimonio con Martha Dandridge Custis.
Come avveniva di consuetudine su tutte le piantagioni della Virginia gli schiavi dovevano lavorare dall'alba fino al tramonto e venivano alloggiati in abitazioni in precarie condizioni. Diverse furono le impressioni che ebbero i visitatori che giunsero a Mount Vernon nel corso degli anni. Secondo alcuni Washington era uno dei proprietari più severi di tutta la zona, mentre secondo altri egli trattava gli schiavi quasi al pari con i suoi concittadini." Forniva ai suoi schiavi cibo semplice, vestiti e alloggi secondo gli standard sanitari dell'epoca, non sempre adeguati e con scarse cure mediche. In cambio, si aspettava che i suoi, durante la settimana lavorativa di sei giorni, lavorassero diligentemente dall'alba al tramonto. Circa tre quarti lavorava nei campi, mentre il resto era impiegato nella residenza principale, sia come domestici che come artigiani. Gli schiavi, inoltre, integravano la loro dieta andando a caccia, intrappolando e coltivando nel loro tempo libero, ortaggi, acquistando razioni, vestiti e articoli per la casa con le entrate provenienti dalla vendita di selvaggina e prodotti dell'orto. Attorno ai matrimoni e alle famiglie costruirono la propria comunità, anche se Washington esercitò la possibilità di assegnare gli schiavi alle diverse fattorie di sua proprietà, secondo le esigenze dell'azienda, senza riguardo alle loro relazioni, costringendo di fatto molti mariti a vivere separatamente dalle loro mogli e dai loro figli. Washington usò sia la ricompensa che la punizione per incoraggiare e disciplinare i suoi, ma era costantemente deluso quando non riuscivano a soddisfare i suoi severi standard.
A quel tempo il suo rapporto nei confronti della schiavitù rifletteva le opinioni prevalenti dei grandi latifondisti della Virginia, non dimostrando scrupoli morali sull'istituzione. Prima dello scoppio della Guerra civile, il futuro presidente divenne scettico sull'efficacia economica dell'istituzione. Dopo la guerra, sebbene si sia espresso in privato a sostegno dell'abolizione attraverso un processo legislativo graduale, le sue prospere attività agricole erano ancora condizionate dal lavoro degli schiavi. Al momento della sua morte, avvenuta nel 1799, nella sua tenuta di Mount Vernon erano presenti 317 schiavi, 124 direttamente di sua proprietà, mentre il resto era da lui gestito per conto di altri proprietari.
I primi dubbi di Washington riguardo all'istituzione della schiavitù furono del tutto di natura economica, obbligato ad esercitare una transizione colturale, dal tabacco ai cereali avvenuta a partire dal 1760 che lo lasciò con un surplus di schiavi. Nel 1775, come comandante in capo dell'esercito continentale, inizialmente si rifiutò di accettare tra i combattenti gli afro-americani, liberi o schiavi, ma cambiò idea a causa della guerra. Il primo dubbio morale apparve solo nel 1778, durante gli sforzi per vendere alcuni dei suoi schiavi, quando Washington espresse disgusto per averli venduti in un luogo pubblico, desiderando che le famiglie non fossero divise a seguito della vendita. Le sue parole e le sue azioni pubbliche alla fine della Guerra d'indipendenza americana nel 1783 non mostrarono comunque sentimenti antischiavisti. Politicamente, Washington era preoccupato che una questione così controversa come la schiavitù non dovesse minacciare l'unità nazionale, e non parlò mai pubblicamente dell'istituzione

A partire dal primo periodo della guerra di indipendenza Washington iniziò a non vendere più i propri schiavi senza il loro consenso. Dopo aver sposato sua moglie Martha, la quale anch'essa possedeva numerosi schiavi, molti degli schiavi di Washington si erano sposati con gli schiavi di sua moglie. Secondo lo storico Henry Wiencek furono però principalmente i discorsi che Washington udì nel periodo della guerra di indipendenza che lo spinsero progressivamente ad una nuova e più umana visione della schiavitù. Sempre durante il periodo della guerra di indipendenza, vincolato dal fatto di non poter vendere molti dei suoi schiavi a causa del fatto che avevano sposato altri schiavi di proprietà di sua moglie e non essendo riuscito a convincere Martha a cederli, espresse di fronte al fatto di trovarsi di fronte ad una popolazione di schiavi sempre più anziana e sempre meno redditizia, il desiderio di liberarsi di tutti i suoi schiavi; desiderio ostacolato dal vincolo che si era posto di non spezzare le famiglie dei propri schiavi, che egli infine si rifiutò di infrangere.

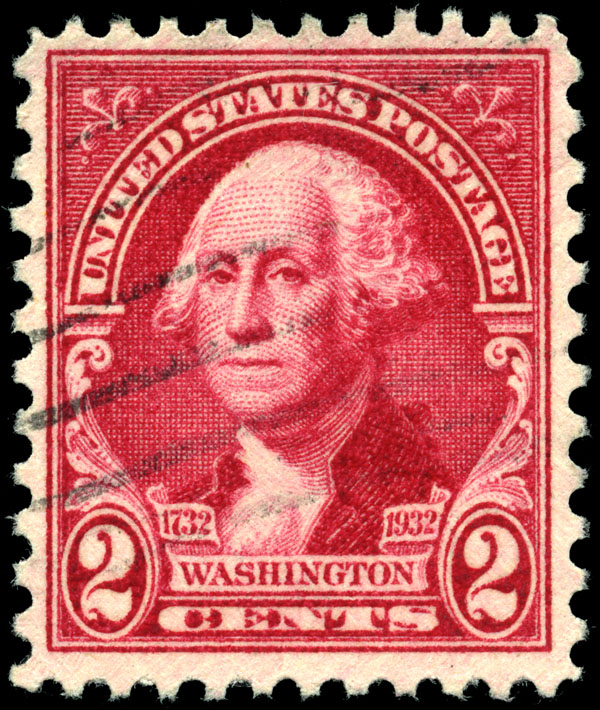
Francobollo da 2 centesimi raffigurante George Washington, 1932

Dopo la fine della guerra di indipendenza Washington espresse in molte occasioni pubbliche la sua avversione nei confronti della schiavitù e diede un importante supporto alle visioni dei suoi compagni di guerra Marquis de Lafayette, Alexander Hamilton e John Laurens a favore dell'emancipazione degli schiavi. Ciò nonostante, pur sostenendo le idee dei suoi compagni, Washington non poté mai dare la libertà ai propri schiavi. L'allora legge vigente nello stato della Virginia prevedeva infatti che il proprietario che liberava i propri schiavi dovesse pagare una tassa così elevata, che l'unica via che rimaneva per liberarsi dei propri schiavi era quella di venderli. Queste circostanze proverebbero inoltre che le convinzioni di Washington riguardo alla schiavitù non erano solamente delle semplici frasi retoriche, ma erano supportate da ideali che non poté realizzare a causa delle leggi allora vigenti. Questo spiegherebbe inoltre perché durante la sua vita non abbia rilasciato in libertà quasi nessuno dei suoi schiavi. A causa di queste sue convinzioni Washington finì quasi sull'orlo del fallimento, ma ciò nonostante si rifiutò di vendere i propri schiavi ad altri proprietari terrieri, fatto che gli avrebbe permesso di fare un guadagno immediato e di liberarsi di tutti quelli schiavi che risultavano poco redditizi.
A metà degli anni del 1790, in privato, Washington prese in considerazione la possibilità di liberare tutti gli schiavi che controllava, ma non riuscì a realizzarla a causa della sua dipendenza economica e del rifiuto della sua famiglia di collaborare. La sua volontà prevedeva la loro emancipazione, l'unico padre fondatore proprietario di schiavi a farlo. Poiché molti dei suoi erano sposati con gli schiavi di Martha, che non poteva legalmente liberare, Washington stabilì che, ad eccezione del suo cameriere William Lee, che fu liberato immediatamente, i suoi schiavi vennero liberati solo alla morte di Martha. Li liberò nel 1801, un anno prima della sua morte, ma i suoi schiavi, invece di emanciparsi, raggiunsero le proprietà dei suoi nipoti per cui rimasero in schiavitù.
Dopo essere stato eletto Presidente degli Stati Uniti, Washington portò con sé a New York nel 1789 sette schiavi: Oney Judge, Moll, Giles, Paris, Austin, Christopher Sheels e William Lee, il quale sarebbe divenuto il suo futuro servitore più fedele. Successivamente, dopo che la capitale fu trasferita a Filadelfia, ai sette schiavi a servizio di Washington si aggiunsero ulteriori due schiavi. Sempre nello stesso periodo, dopo essersi trasferito a Filadelfia, due dei suoi schiavi, Oney Judge e Hercules fuggirono. Incoraggiati dall'azione di Hall e Judge anche a Mount Vernon vi furono alcuni tentativi di fuga da parte di alcuni schiavi ma senza alcun successo.
A partire dal 1780 lo stato della Pennsylvania tentò gradualmente di abolire la schiavitù, imponendo che chi non fosse residente in Pennsylvania non potesse detenere schiavi per un periodo superiore a sei mesi. Qualora il proprietario non avesse rispettato questa legge, gli schiavi sarebbero divenuti automaticamente liberi. Per evitare quindi che i propri schiavi ricevessero la libertà, Washington fece ruotare ogni tre mesi gli schiavi a suo servizio, portando al di fuori dei confini dello stato gli schiavi che erano stati a servizio nei tre mesi precedenti e sostituendoli con schiavi che erano rimasti al di fuori dei confini dello stato per un periodo analogo. Se pure questa azione fosse formalmente una violazione delle leggi della Pennsylvania, Washington non fu mai sanzionato per tale comportamento.
Nel febbraio 1793 Washington appose la firma approvando così, a nome del suo governo, la Fugitive Slave Act (Legge sugli schiavi fuggitivi). Sebbene, infatti, all'epoca la qualificazione degli schiavi come oggetto di proprietà, negasse a questi la possibilità di difendere i propri diritti costituzionali, la Legge sugli schiavi fuggitivi del 1793 estese la negazione di questo diritto anche ai liberti: agli schiavi fuggiti non venne, così, permesso ottenere processi con una giuria, e non era raro che ai fuggitivi non fosse permesso mostrare prove della propria libertà dinanzi alla corte. Inoltre, a chiunque aiutasse gli schiavi veniva imposta una sanzione con una multa di 500 dollari.
Nonostante questa apparente riluttanza a liberare i propri schiavi, Washington fu l'unico tra i padri fondatori proprietari di schiavi a volere la loro emancipazione.

### L'atteggiamento di Washington nei confronti della religione
Washington era di confessione anglicana, che fino ad allora era la religione di Stato nelle colonie americane della Corona inglese. Nel 1765 ricoprì per qualche tempo il ruolo di sagrestano nella chiesa dove andava abitualmente a pregare. In tutta la sua vita Washington fu un credente praticante, che frequentava in modo regolare le funzioni della domenica e non di rado faceva riferimenti espliciti nei suoi discorsi ai valori cristiani. Ciò nonostante fu un fautore della libertà di credo a favore della tolleranza tra le comunità di differente confessione. Nel 1775 ad esempio ammonì i propri soldati per avere bruciato immagini del papa Pio VI e diversi oggetti rinvenuti in chiese cattoliche. Nel 1790 in una lettera rivolta alla comunità ebraica della Sinagoga Touro di Newport scrisse che la confessione di un uomo non fa differenza, purché egli sia un buon cittadino.

### La massoneria
George Washington fu anche uno dei principali esponenti della massoneria in America durante il suo periodo. Fu iniziato il 4 novembre 1752 nella Loggia "Fredericksburg" in Virginia, e divenne Maestro il 4 agosto 1753. Nel 1779 gli fu proposto il titolo di "Primo Worshipful Master" (Gran Maestro) della neonata Gran Loggia per tutti i Paesi del Commonwealth, proposta in un'assemblea delle logge della Virginia, ma egli rifiutò la carica perché preferì occuparsi dei problemi militari.
Il 28 aprile 1788 fu eletto Maestro Venerabile della Loggia di Alexandria, in Virginia, nei pressi di Washington DC, e il 30 aprile 1789 gli fu conferito il titolo di Gran Maestro, carica che mantenne ed esercitò fino alla sua morte.

## Nella cultura di massa
Nel film Gli invincibili (Unconquered), diretto nel 1947 da Cecil B. DeMille, Washington è interpretato da Richard Gaines.
Nel film La Fayette - Una spada per due bandiere (Lafayette), diretto nel 1961 da Jean Dréville, è interpretato da Howard St. John.
Washington è presente nel videogioco Assassin's Creed III come alleato di Connor Kenway, il protagonista. Nel DLC della saga La Tirannia di Re Washington viene corrotto dal potere del Frutto dell'Eden e assume i caratteri di un tiranno divenendo sovrano degli Stati Uniti d'America. È presente anche nel videogioco Age of Empires III nel DLC Warchiefs ne I Simpson: Springfield e in Futurama
È presente altresì in Day of the Tentacle, seguito di Maniac Mansion, della Lucasarts e in BioShock Infinite della Irrational Games, in cui è venerato insieme agli altri padri fondatori, Benjamin Franklin e Thomas Jefferson, e considerato divino dai fedeli della città volante di Columbia.
È inoltre presente come uno dei principali personaggi del consiglio, composto da diversi capi di Stato o aristocratici, in The Council. Il consiglio dirige le sorti di tutto il mondo tramite decisioni prese a tavolino.
La sua statua appare nello sfondo di uno degli stage del videogioco Guilty gear strive